# Jouala
Jouala (en àrab الجوالة, al-Jwāla; en amazic ⵊⵡⵡⴰⵍⴰ) és una comuna rural de la província d'El Kelâa des Sraghna, a la regió de Marràqueix-Safi, al Marroc. Segons el cens de 2014 tenia una població total de 11.168 persones.